# Cantong qi
El Canton qi (en pinyin: Cāntóngqì , en chino tradicional: 參同契) o Zhōuyì cāntóng qì, es considerada la primera obra de alquimia china y hace referencia a prácticas waidan y neidan. Se atribuye su autoría a Wei Boyang en 142 d. C. y fue escrita con el propósito de transmitir la fórmula para alcanzar la longevidad con la práctica de la alquimia exterior. Está redactada en cuatro partes en un estilo poético «con un mensaje lleno de alusiones y metáforas diversas, cuyo tema principal es el Tao y su interacción con el cosmos». La obra ha ejercido una gran influencia en el desarrollo de la doctrina taoísta sobre el autocultivo, la meditación y la continuidad de varios linajes taoístas.
El título puede ser traducido como El parentesco de los tres, Correspondencia de los tres o El acuerdo de los tres.
Ha sido objeto de numerosos comentarios (más de 30), especialmente por parte de los Tang, e inspiró a Zhang Boduan, uno de los fundadores del movimiento neidan, que vio en él la obra principal de la alquimia y reelaboró sus versos en su obra Wuzhen pian de 1075 d. C. De acuerdo a Fabrizio Pregadio, «es el texto que tuvo mayor influencia en toda la historia de la alquimia china» y ha sido editado al menos 120 veces (sin contar reimpresiones).

## Autoría
La autoría del Cantong qi se atribuye tradicionalmente a Wei Boyang, un personaje legendario que se dice proviene de la comandancia Shangyu de Guiji en la actual provincia de Zhejiang. Según la mayoría de los relatos, Xu Congshi, procedente de Qinzhou, en la actual provincia de Shandong, fue el primero en recibir el texto y escribió un comentario al respecto. En la época del emperador Huan del Han Posterior (r. 146-167), Wei Boyang transmitió tanto su propio trabajo como el comentario de Xu a Chunyu Shutong, quien también vino de Shangyu y comenzó a hacer circular la escritura. A pesar de la naturaleza ficticia de esta historia, tres elementos son dignos de mención:
1. la presunta fecha del Cantong qi, supuestamente escrito en algún momento antes de mediados del siglo II;
2. la indicación de Guiji como zona de origen tanto de Wei Boyang como de Chunyu Shutong; y
3. el indicio de un proceso de compilación que tuvo lugar durante más de un período.

## Temas
El Zhouyi cantong qi encarna abundante cultura tradicional china, ya que se ocupa principalmente de tres temas principales, a saber, la cosmología china (del sistema del I Ching, o Libro de los cambios), el taoísmo (“no hacer”) y la alquimia china. Asimismo, dentro de la tradición taoísta, ejerció gran influencia en la difusión e interpretación de la alquimia taoísta, especialmente en neidan (o alquimia interna taoísta), así como en otros aspectos, como la medicina taoísta, el autocultivo y la salud corporal.